# Софија Рајовић
Софија Рајовић (Београд, 28. јул 1987) српска је глумица, водитељка и манекенка.

## Биографија
Софија је рођена у Београду 28. јула 1987. године. Завршила је средњу туристичку школу, после чега је уписала глуму на БК Академији у класи Небојше Дугалића. Студије је напустила после друге године. Први велики пројекат који је радила је Заустави време, док је запаженије улоге остварила и у серијама Војна академија, односно Истине и лажи. Појавила се у неколико епизода хумористичког серијала Дневњак. Водила је квиз Златни круг који се емитује на ТВ Б92 и емисију Аудиција на ТВ Пинк. Неко време се бавила манекенством.

## Филмографија
|                   | 2000▼ | 2010▼ | 2020▼ | Укупно |
| ----------------- | ----- | ----- | ----- | ------ |
| Дугометражни филм | 0     | 7     | 0     | 7      |
| ТВ филм           | 0     | 0     | 0     | 0      |
| ТВ серија         | 2     | 7     | 2     | 11     |
| Кратки филм       | 0     | 2     | 1     | 3      |
| Укупно            | 2     | 16    | 3     | 21     |

| Год.       | Назив                                  | Улога                      |
| ---------- | -------------------------------------- | -------------------------- |
| 2000-е▲    |                                        |                            |
| 2008.      | Заустави време (серија)                |                            |
| 2009.      | Јесен стиже, Дуњо моја (серија)        | Девојка на игранци         |
| 2010-е▲    |                                        |                            |
| 2012.      | На путу за Монтевидео (серија)         | Девојка на журци           |
| 2013.      | Војна академија 2                      | Ивана                      |
| 2014.      | Мамула                                 | Јасмин                     |
| 2014—2017. | Војна академија (серија)               | Ивана                      |
| 2014.      | Тмина                                  | Инструкторка Јеца          |
| 2014.      | Ургентни центар (серија)               | Ксенија Јованов            |
| 2015.      | Ozone (кратки филм)                    | Емануела                   |
| 2016.      | ЗГ 80                                  | Новинарка                  |
| 2016.      | Војна академија 3: Нови почетак        | Ивана                      |
| 2016.      | About a Girl (кратки филм)             | Џес Силвер                 |
| 2016.      | Дневњак (серија)                       |                            |
| 2017.      | Прва тарифа (серија)                   | Згодна девојка             |
| 2017—2019. | Истине и лажи (серија)                 | Светлана „Цеца” Радојковић |
| 2018.      | Via Carpatia                           | Конобарица                 |
| 2018.      | Између дана и ноћи (сегмент: II прича) | Службеница на аеродрому    |
| 2018.      | Шифра Деспот (серија)                  | Сузан                      |
| 2020-е▲    |                                        |                            |
| 2020.      | Инфлуенсер (кратки филм)               | Касирка из снова           |
| 2020.      | Жигосани у рекету (серија)             | Нина Битурбо               |
| 2023-2025. | Игра судбине (серија)                  | Сенка Кокољ                |

## Емисије и квизови
- Моја кухиња моја правила као учесница (2014)[3]
- Златни круг као водитељка (2014—2015)[8]
- Аудиција као водитељка (2015—2016)[7]

## Спотови у којима се појављивала
- Владо Георгиев — Једина[10]